# Cuare
Cuare (Kware) é uma Área de governo local no estado de Socoto, na Nigéria. Sua sede fica na cidade de Cuare, na rodovia A1.
Possui uma área de 554 km² e uma população de 133,899 no censo de 2006. É liderada por um político chamado Hon. Usman Mohammed Balkore[carece de fontes?]. Kware tem um alto número de pessoas alfabetizadas.[carece de fontes?]
O código postal da área é 841.